# Велики Сикавац
Велики Сикавац је ненасељено острво у хрватском делу Јадранског мора.
Налази се у акваторији Града Пага уз острво Паг између залива Влашић и Стара Повљана. Од острва Паг га раздваја канал Шкамица, који је широк 0,1 км. Површина острва износи 0,148 км². Дужина обалске линије је 1,76 км.. Највиши врх је висок 22 метара.